# Чемпионат Северной Македонии по шахматам
Чемпионаты Республики Македонии (Северной Македонии) по шахматам среди мужчин проводятся с 1946 г. После выхода Республики Македонии из состава Югославии (в 1992 г.) организатором соревнования выступала Шахматная федерация Македонии (ныне — Шахматная федерация Северной Македонии). С 1992 по 2011 гг. было проведено 20 турниров. После турнира 2011 г. федерация отказалась от практики проведения национального чемпионата и раз в год организует так называемый открытый чемпионат Республики Македонии.

## Чемпионаты Македонии в составе Югославии
Победителем первого чемпионата СР Македонии стал мастер П. Бидев. В период с 1946 по 1955 гг. он выиграл 4 титула. Также четырехкратным чемпионом республики был Васил Панов, выигравший турниры 1958, 1962, 1965 и 1969 гг. Рекордсменом по числу завоеванных титулов чемпиона Республики Македонии является международный мастер Й. Софревский, выигравший 16 турниров. Самым молодым победителем стал в 1966 г. будущий международный мастер Р. Ничевский, которому на тот момент было 20 полных лет.

## Чемпионаты независимой Республики Македонии

### Мужские чемпионаты
| Год  | Победитель           |
| ---- | -------------------- |
| 1992 | Станоёский, Звонко   |
| 1993 | Богдановский, Влатко |
| 1994 | Кутиров, Роландо     |
| 1995 | Богдановский, Влатко |
| 1996 | Ячимович, Драголюб   |
| 1997 | Недев, Трайче        |
| 1998 | Ячимович, Драголюб   |
| 1999 | Кироский, Тони       |
| 2000 | Недев, Трайче        |
| 2001 | Стаменков, Ванчо     |
| 2002 | Митков, Никола       |
| 2003 | Станоёский, Звонко   |
| 2004 | Васовский, Никола    |
| 2005 | Станоёский, Звонко   |
| 2006 | Станоёский, Звонко   |
| 2007 | Георгиев, Владимир   |
| 2008 | Менкиноский, Ристе   |
| 2009 | Богдановский, Влатко |
| 2010 | Панчевский, Филип    |
| 2011 | Недев, Трайче        |

### Женские чемпионаты
Женские чемпионаты независимой Республики Македонии были проведены в 2008 и 2011 гг. В обоих случаях победительницей стала Габриэла Коскоска.